# 오미나토정 (아오모리현)
오미나토정(大湊町)은 아오모리현 시모키타군에 설치되었던 정이다. 현재의 무쓰시에 해당한다.